# Bulbul à gorge claire
Atimastillas flavicollis
Espèce
Statut de conservation UICN

 LC  : Préoccupation mineure
Synonymes
- Chlorocichla flavicollis

Le Bulbul à gorge claire (Atimastillas flavicollis) est une espèce de passereaux de la famille des Pycnonotidae.

## Répartition
Son aire s'étend à travers l'Afrique de l'Ouest jusqu'au Centrafrique.

## Habitat
Son habitat naturel est les forêts sèches, les savanes et zones de broussailles humides subtropicales ou tropicales.

## Taxinomie
Le nom de cette espèce incluait jadis également le Bulbul d'Angola (Atimastillas flavigula).